# كاثلين غورهام
كاثلين غورهام (بالإنجليزية: Kathleen Gorham)‏ هي راقصة وراقصة باليه أسترالية، ولدت في 7 سبتمبر 1928، وتوفيت في 30 أبريل 1983.